# Компер, Джон
Джо́н Ко́мпер (англ. John Comper; 1 октября 1823, деревня Натборн, община Пулборо, графство Сассекс, Англия, Соединённое Королевство Великобритании и Ирландии — 27 июля 1903, Дати-парк, Абердин, Шотландия, Соединённое Королевство Великобритании и Ирландии) — протестантский священник, клирик Шотландской епископальной церкви с 1850 по 1903 год. Основатель и активный участник миссии по оказанию помощи бездомным детям и проституткам в трущобах Абердина. В 2003 году был объявлен героем веры Шотландской епископальной церкви.

## Ранние годы
Родился на ферме Хорскрофт в деревне Натборн 1 октября 1823 года. Компер был последним ребёнком в многодетной крестьянской семье, присутствие которой в графстве Сассекс прослеживается в документах с XVI века. По одной из версий, они были потомками гугенотов, прибывших в XVI веке из Бретани во время религиозных войн во Франции. По другой, происходили от йоменов, прибывших из Нормандии после завоевания Англии в XI веке. В 1835 году его отцу пришлось продать ферму, оставив за собой только коттедж в деревне.
После школы Компер, вместе с братом, поступил на работу учеником и помощником к родственнику в Чичестере. Ещё в ранние годы, почувствовав призвание к священству, он думал получить теологическое образование и даже надеялся стать миссионером, но мать не отпустила его заграницу. Компер отправился в Уэст-Лавингтон к архидьякону Генри Эдуарду Мэннингу за советом о том, каким образом ему получить посвящение в духовный сан. Он не встретился с архидьяконом, так как тот в то время болел, но у него Компер познакомился с Сэмюэлем Уилберфорсом. По совету последнего он поступил в педагогический колледж в Чичестере, который окончил в 1847 году.

## Служение
По окончании колледжа Компер некоторое время проработал в частной школе. В 1848 году он переехал в Шотландию на место учителя церковно-приходской школы в Кирримюире. Надеясь со временем стать священником Шотландской епископальной церкви, Компер уделял много времени церковному служению. Помогал настоятелю в церкви Святой Марии в Кирримюире и часовне в Глэн-Порсен. В 1849 году он перевёлся на место учителя в колледж Святой Маргариты в Криффе, где также прошёл курс церковного обучения, необходимый для посвящения в духовный сан. Сдав экзамен, 12 декабря 1850 года в соборе Святого Ниниана в Перте он был рукоположён в сан дьякона епископом Александром Форбсом, который замещал пожилого епископа Патрика Торри. На экзамене Компер познакомился со священником Джоном Мейсоном Нилом, с которым в дальнейшим его связала крепкая дружба.
Некоторое время Компер служил помощником священника Александра Лендрэма, настоятеля церкви Святого Якова в Матхилле и церкви Святого Михаила в Криффе. Во время дьяконского служения им были написаны несколько лекций — «Видимое единство», «Одна вера», «Апостольское служение», «Кафолическое учение о предопределении», «Таинства через Воплощение», «Учение о крещении», «Крещение и миропомазание младенцев», «Учение о Евхаристии», которые получили одобрение учёного и священника Чарльза Уодсуорта. Позднее лекции были изданы в сборнике «Церковные принципы, или Библейское учение британских церквей» (англ. Church Principles or The Scriptural Teaching of the British Churches). В них Компер отстаивал библейские и кафолические принципы Шотландской епископальной церкви, подвергшиеся резкой критике со стороны участников антипапистского движения. Во время Великого поста 1852 года он был рукоположён в сан священника всё тем же епископом Александром Форбсом.
27 марта 1853 года епископ Роберт Иден направил Компера в Нэрн, поручив возглавить новую миссию, в которой возникла необходимость после раскола в приходе церкви Святого Ниниана. Раскольники отказались признавать юрисдикцию епископа Шотландской епископальной церкви и стали квалифицированной часовней в юрисдикции Церкви Англии. Компер снял дом, на нижнем этаже которого устроил часовню, а на верхнем этаже жил сам. Он основал в Нэрне церковно-приходскую школу, из-за чего ему пришлось столкнуться с враждебной реакцией со стороны раскольников, дискуссия с которыми завершилась увеличением числа прихожан Шотландской епископальной церкви и закрытием квалифицированной часовни. В 1854 году Компер был переведён в Инвернесс и назначен священником-миссионером епархии Морея, Росса и Кейтнесса и епископским капелланом. В том же году им была основана ещё одна церковно-приходская школа и часовня. Он также был назначен ответственным за новую миссию в Кромарти. Возникшее недоразумение между Компером и епископом из-за доноса, в котором священника обвиняли в использовании эпитета «безгрешная дева» по отношению к Деве Марии во время проповеди, прервало его служение в Инвернессе. В 1857 году он был принят на место настоятеля прихода в Стоунхейвене в епархии Брикина.
В августе того же года на епархиальном синоде епископ Брикина Александр Форбс заявил о реальном присутствии Иисуса Христа в Евхаристии, из-за чего был обвинён в ереси епископом Чарльзом Уодсуортом. Приход в Стоунхейвене стал местом встреч епархиальных клириков, поддержавших своего епископа. Компер оказался в числе семи священнослужителей, которые были выбраны для проповеди кафолического учения о присутствии Иисуса Христа в Евхаристии. Епископ Александр Форбс был полностью оправдан от обвинений в ереси в 1860 году. В 1901 году Компер издал книгу «Брикинское дело. Теологическая защита епископа Брикина до епископского синода 1860 года» (англ. The Brechin Case; The Theological Defence of the Bishop of Brechin before the Episcopal Synod 1860), посвящённую этим событиям.
В 1861 году он оставил приход в Стоунхейвене и переехал в Абердин, по приглашению Джорджа Граба и Джорджа Огилви, на место настоятеля прихода церкви Святого Иоанна Богослова. В споре об обряде Компер, как и его прихожане, занимал позицию сторонников шотландской литургии. Епископ Абердина Томас Сазер не поддержал просьбу священника и не позволил ему служить таким образом. Тогда Компер обратился с этой же просьбой в епископский синод и получил разрешение. В первые годы своего служения в церкви Святого Иоанна Богослова он основал церковно-приходскую школу. Им также были основаны сестричество Святой Агнессы и Абердинское братство. Последнее в 1878 году было преобразовано в Шотландское братство Святой Евхаристии, которое Компер возглавлял до конца своей жизни. Его проповеди не отличались оригинальностью или красноречием, но привлекали внимание слушателей своей искренностью и глубиной. Компер был одним из сторонников Оксфордского движения в Шотландской епископальной церкви.

## Миссия
Большая часть прихожан церкви Святого Иоанна Богослова в Абердине принадлежала к малоимущему или неимущему сословию. В 1864 году в приход прибыли первые сёстры из Общества Святой Маргариты в Ист-Гринстеде, направленные в Абердин старым другом Компера Джоном Мейсоном Нилом. Задачей сестёр было помогать настоятелю в служении бедным членам прихода. В 1867 году они переехали в здание на Фергюсон-корт, недалеко от трущоб на восточной окраине Абердина, где Компер основал миссию Святой Маргариты, королевы Шотландии. Галлоугейт, где находилась миссия, был городским районом с высоким уровнем преступности и антисанитарии. Позднее Компер приобрёл ещё одно здание на Порт-хилл, в котором 9 ноября 1870 года была освящена часовня. По воскресеньям в ней действовала церковно-приходская школа. В том же 1870 году Компер отказался от места настоятеля прихода церкви Святого Иоанна Богослова в Абердине, чтобы больше времени уделять работе миссии. Его усилиями на епархиальном синоде 1871 года миссия получила статус прихода. В 1879 году было построено здание церковно-приходской школы. 1 октября 1879 года епископ Томас Сазер освятил здание церкви Святой Маргариты, королевы Шотландии. В 1886 году Компер основал ещё одну миссию на Джастис-стрит — самом злачном участке трущоб. В 1889 году миссия была преобразована в приход церкви Святого Климента. Главной целью основанных священником миссий было улучшение условий жизни бедных горожан, укрепление их физического и нравственного здоровья.

## Поздние годы
В поздние годы Компер страдал приступами невралгии, из-за чего ежегодно некоторое время проводил на континенте. Особенно ему нравилось бывать в Бретани, где местные крестьяне часто принимали его за местного священника. Из-за затяжной болезни в 1897 году он отошёл от миссионерской деятельности. До конца своих дней Компер служил капелланом сестёр Общества Святой Маргариты в Абердине. 27 июля 1903 года, во время полуденной прогулки с супругой в парке Дати, он внезапно скончался, угощая клубникой детей из малоимущих семей. Его похоронили на кладбище при церкви Святого Петра в Абердине. Могила священника украшена распятием с надгробным памятником в виде пеликана, который кормит птенцов — символа христианской жертвенной любви.

## Брак и потомство
15 августа 1853 года в церкви Святой Троицы в Хале Джон Компер обвенчался с Эллен Тейлор (ум. 10.06.1908), дочерью купца Джона Тейлора, в счастливом браке с которой прожил почти полвека. У супругов родились пятеро детей. Их старшим сыном был известный британский архитектор Ниниан Компер, который на исходе многолетней жизни был удостоен звания рыцаря. Внук Джона Компера, Николас Компер стал известным авиационным инженером, основавшим компанию «Компер Суифт».

## Память
В 1908 году в церкви Святой Маргариты в Абердине архитектор Ниниан Компер в память о своём отце воздвиг часовню, витражные окна которой им были украшены растительным орнаментом в виде клубники. В 2003 году Компер был признан «героем веры» Шотландской епископальной церкви, что является эквивалентом канонизации. В литургическом календаре этой церкви его память отмечается 27 июля, в день его смерти.